# فرانچسکو کانگی
فرانچسکو کانگی (انگلیسی: Francesco Cangi؛ زادهٔ ۱۵ دسامبر ۱۹۸۲) بازیکن فوتبال اهل ایتالیا است.
از باشگاه‌هایی که در آن بازی کرده‌است می‌توان به باشگاه فوتبال هلاس ورونا، باشگاه فوتبال پروجا، باشگاه فوتبال کرمونزه، باشگاه فوتبال اتلتیکو آرتزو، و باشگاه فوتبال اسپال اشاره کرد.